# Tita Muñoz
Tita Muñoz, geboren als Maria Theresa Sanchez Muñoz, (Manilla, 1928 - 11 april 2009) was een Filipijnse actrice.
Muñoz huwde als 18-jarige met een Amerikaan en woonde 4 jaar in New York. Vier jaar later keerde ze terug naar Manilla. Ze begon haar carrière in de jaren 50 bij de radio en trad toen ook op in enkele films.
Muñoz verhuisde vervolgens naar Sampaguita Pictures, waar ze vooral karakterrollen speelde. Zowel voor Lilet (1971) als voor Patayin sa Sindak si Barbara (1974) won ze de belangrijkste Filipijnse filmprijs, de FAMAS-Award. Muñoz en acteur Ronald Remy waren in de jaren 60 de eerste acteurs die elkaar kusten op de Filipijnse televisie.
In 1990 speelde Muñoz de rol van de moeder van Leslie Cheung in Wong Kar Wais Days of Being Wild. Muñoz stierf in april 2009 aan de gevolgen van hartproblemen.